# 李斌 (北宋)
李斌（940年—1000年），北宋青州人。
晋王趙光義听说李斌容貌魁偉，召他到左右。宋太宗即位，补御龙直副指挥使。太平興国年間，担任天武軍指揮使领郑州刺史。太平興国七年（982年），因为曾经受秦王赵廷美馈赠之物，被贬为曹州都校。雍熙三年（986年），转任营州刺史。雍熙四年（987年），历任溪州团练使、貝州驻泊都监、冀州駐泊驻泊都监。淳化年間，领莱州、洺州团练使，勤于政事，州人称赞其清廉、谨慎，转运使陈纬上奏其政绩。至道元年（995年），担任桂州观察使、判洺州，转任沧州。咸平三年（1000年），去世。享年六十一岁。